# 尼斯登站
尼斯登站（英語：Neasden tube station）是倫敦地鐵的一個車站，位於尼斯登。尼斯登站是朱比利線的車站。大都會線的列車雖然經過本站但並不停車。尼斯登站開通於1880年8月2日。